# St. Maximilian Kolbe (Hamburg-Wilhelmsburg)

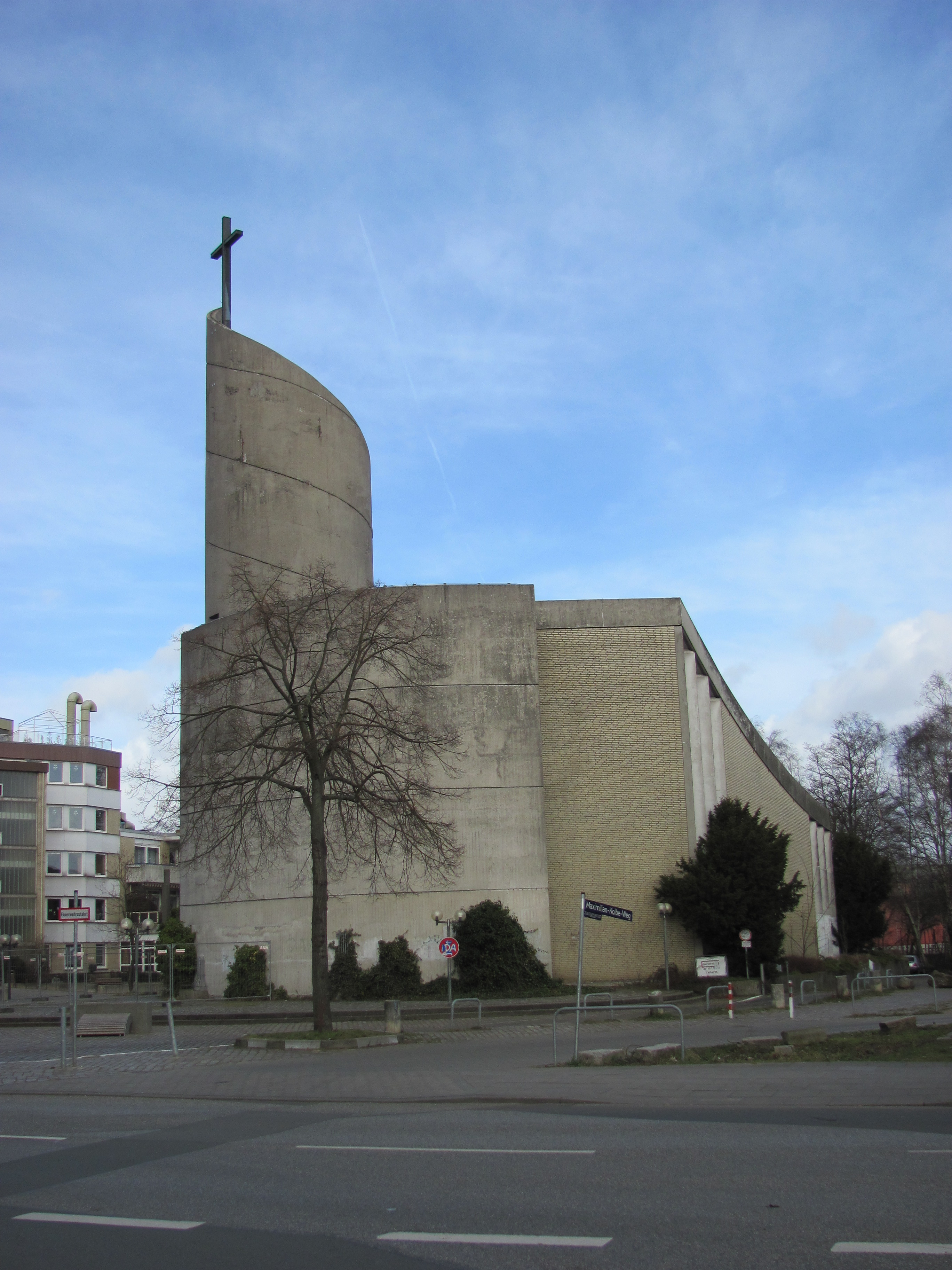
Ansicht von der Straßenseite

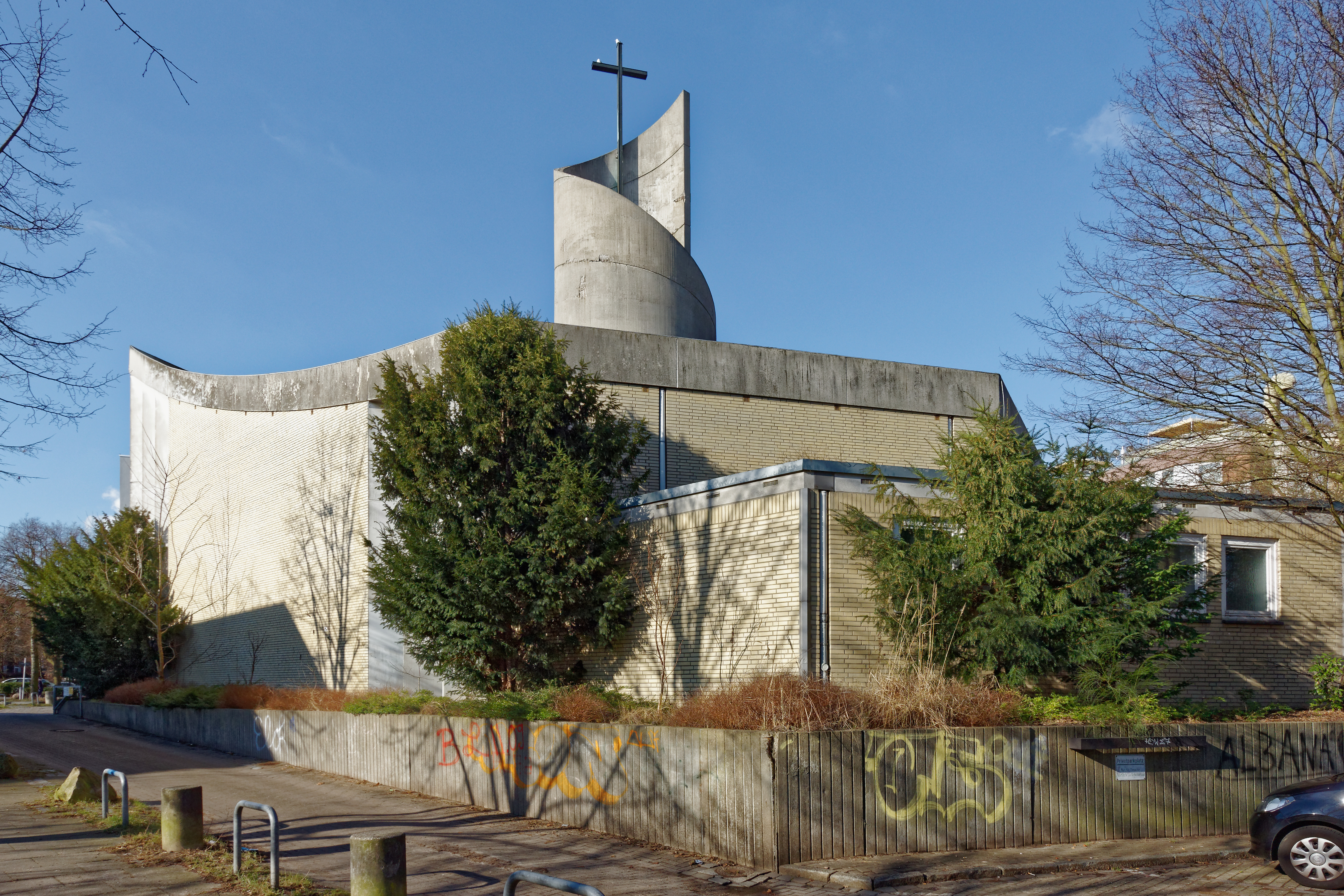
Ostseite mit Kirchenschiff

St. Maximilian Kolbe war ursprünglich eine nach dem gleichnamigen Heiligen und Märtyrer benannte römisch-katholische Pfarrkirche in Hamburg-Wilhelmsburg. Aus „Hamburgs wohl ungewöhnlichster Nachkriegskirche“ und benachbarten Gebäuden entstand in den Jahren 2015 bis 2022 der Malteser Campus St. Maximilian Kolbe. Dabei handelt es sich um ein quartiersbezogenes interkulturelles Zentrum für Pflege, Wohnen, Beratung, Bildung und Begegnung. Die Kirchenumnutzung wurde beim Bundeswettbewerb Europäische Stadt mit dem 3. Platz ausgezeichnet. Während der Neuorganisation des Erzbistums Hamburg hat der auch Hamburg-Wilhelmsburg umfassende Pastorale Raum Hamburg-Süd für die entsprechende Pfarrei mit Hauptsitz in Hamburg-Harburg den Namen St. Maximilian Kolbe gewählt. 

## Geschichte

### Bau der Kirche
Zur Behebung der Schäden der Sturmflut von 1962 entstanden in Wilhelmsburg bald einige Neubaugebiete, unter deren neuen Bewohnern der Anteil katholischer Bewohner merkbar höher war als früher. Daher sah die katholische Kirche ihren Standort an der Krieterstraße zur Versorgung der Gemeindemitglieder in den Neubaugebieten von Kirchdorf einschließlich der damals in Planung befindlichen Großsiedlung Kirchdorf-Süd vor. Alle Einrichtungen der im April 1971 gegründeten Gemeinde (Gemeindehaus, Kirche, Pfarrwohnung, soziale Einrichtungen) gruppierte man von Beginn an in einer zum Stadtteil hin offenen Form.
Der Bau der eigentlichen Kirche, für die man sich einen hohen architektonischen Anspruch gesetzt hatte, begann 1972. Am 21. September 1974 konnte die Kirche geweiht werden. Der Architekt Jo Filke löste die Aufgabe, einen neuen kirchlichen Mittelpunkt zu schaffen, mit einem Bau, der als der bedeutendste seiner fünf Kirchenbauten gilt. Durch auffällige Form und Materialbearbeitung, vor allem die starke, zeittypische Verwendung von Sichtbeton, hebt er sich aus der Umgebung deutlich ab. Der Grundriss ist polygonal, der spitz auslaufende Kirchturm entwickelt sich spiralförmig aus dem vergleichsweise niedrigen Hauptraum. Die Spiralform wird durch den Verlauf der Schalungsnähte im Beton zusätzlich betont. Das Kreuz auf dem Kirchturm ist eine Ergänzung aus dem Jahr 1988.
In der Kirche war von Juni bis Juli 2009 die Ausstellung „Baukunst von morgen!“ des Denkmalschutzamtes Hamburg zu Hamburgs Kirchen der Nachkriegszeit zu sehen.

### Pläne für einen Abriss
Im Jahr 2014 wurden zunächst Pläne für einen Abriss diskutiert, das Gebäude 2015 aber profaniert und zur weiteren Nutzung an die Deutschen Malteser übergeben.
Auch wenn der Bau als „charakteristisches Beispiel für den Kirchenbau der 70er-Jahre“ und „städtebauliche[s] Merkzeichen“ vom Denkmalschutzamt gelobt wird, charakterisiert es ihn auch gleichzeitig als „ungeliebtes Denkmal“, dessen Wert schwierig zu vermitteln sei. Am Bauwerk haben sich Schäden an Dach und Betonfassade entwickelt, für deren Sanierung nach Angaben der Gemeinde 400.000 Euro notwendig wären, die sie aus eigenen Mitteln nicht aufbringen konnte. Damit wäre die Sanierung eine „wirtschaftliche Unzumutbarkeit“ gewesen, den daraus resultierenden Abrissplänen stimmte die zuständige Stelle des Erzbistums Hamburg im November 2013 zu. Das Denkmalschutzamt stand nach der Diskussion der Pläne in der Hamburger Öffentlichkeit einem Abriss skeptisch gegenüber und strebte stattdessen eine Umnutzung des Gebäudes an.

### Umnutzung und Profanierung
Auf Basis des profanierten Gebäudes, des Gemeindehauses sowie einer benachbarten Pflegeeinrichtung entwickelten die Malteser unter diversen baulichen Erweiterungen den Malteser Campus St. Maximilian Kolbe. Im ehemaligen Kirchenraum entstand nach einem Entwurf von LH Architekten, Hamburg  unter Beachtung des Denkmalschutzes ein zweigeschossiges Haus im Haus. Es bietet Räume für die zahlreichen sozialen und kulturellen Angebote der Malteser. Das Gebäude wird in die sozialen Aktivitäten der Malteser rund um das nahe gelegene Altenpflegeheim integriert. Die notwendigen Umbauten begannen 2015, waren ursprünglich bis 2018 geplant und sollen bis 2020 abgeschlossen sein, die Finanzierung wird im Wesentlichen durch die Malteser gesichert, an der Außensanierung beteiligen sich Bund und Land Hamburg mit einer Unterstützung des Erzbistums Hamburg. In einem ersten Schritt wurde der Innenraum komplett geräumt und die Orgel verkauft. Nach einer notwendigen Sanierung der Bausubstanz sind unter anderem Räume für Beratungsstellen und eine Ausbildungsstelle für ambulante Pflege geplant. Eine ökumenische Kapelle für das Altenheim soll erneut eingerichtet werden und neben dem Gebäude ein neues Wohngebäude für Betreutes Wohnen entstehen. Ein Architektenwettbewerb für den Umbau startete im November 2015 und endete im Februar 2016 mit der Prämierung eines Entwurfs des Hamburger Architekturbüros „LH Architekten“. 2018 ausgezeichnet mit Preis beim Bundeswettbewerb „Europäische Stadt: Wandel und Werte“ für Erhalt und geplante Umnutzung.

## Ausstattung bis 2014

### Innenraum
Der Innenraum nahm mit der offen angeordneten Bestuhlung und dem nur leicht hervorgehobenen Altarraum Bezug auf kirchenbauliche Vorstellungen des Zweiten Vatikanischen Konzils. Dabei sollte der Kirchenraum die Gemeinde nicht mehr vor, sondern im Sinne einer „tätigen Teilnahme“ um den Altar versammeln. Die wichtigen liturgischen Elemente Altar, Taufe, Tabernakel, Ambo und Kruzifix waren zwar durch eine Stufe herausgehoben, durch die Kreisform und fehlende Abgrenzung jedoch gleichzeitig Teil der Gemeinschaft. Im Innenraum findet sich die äußere Form wieder. Zum einen durch die spiralförmig aufsteigende Decke mit ihren hölzernen Dachbalken, vor allem aber durch die Verwendung des Turmes als Lichtschacht, über den Tageslicht auf das Taufbecken und die Sakramentskapelle gelangte. Das verwendete Kruzifix schuf Heinrich Gerhard Bücker.

### Orgel
Die am 13. Juni 1978 eingeweihte Orgel stammte aus der Werkstatt der Gebrüder Hillebrand. Sie besaß drei Werke mit 1700 Pfeifen.
| I Hauptwerk C– |           |       |
| 1.             | Prinzipal | 8′    |
| 2.             | Rohrflöte | 8′    |
| 3.             | Oktave    | 4′    |
| 4.             | Gedeckt   | 4′    |
| 5.             | Quinte    | 2 ⁄3′ |
| 6.             | Gemshorn  | 2′    |
| 7.             | Mixtur VI |       |
| 8.             | Trompete  | 8′    |

| II Schwellwerk C– |                 |    |
| 9.                | Gedeckt         | 8′ |
| 10.               | Quintadena      | 8′ |
| 11.               | Prinzipal       | 4′ |
| 12.               | Blockflöte      | 4′ |
| 13.               | Oktave          | 2′ |
| 14.               | Sesquialtera II |    |
| 15.               | Scharff IV      |    |
| 16.               | Dulcian         | 8′ |
|                   | Tremulant       |    |

| Pedal C– |            |     |
| 17.      | Prinzipal  | 16′ |
| 18.      | Subbaß     | 16′ |
| 19.      | Oktavbaß   | 8′  |
| 20.      | Gedecktbaß | 8′  |
| 21.      | Oktave     | 4′  |
| 22.      | Mixtur IV  |     |
| 23.      | Posaune    | 16′ |

## Fotografien und Karte
Koordinaten: 53° 29′ 53″ N, 10° 0′ 48″ O

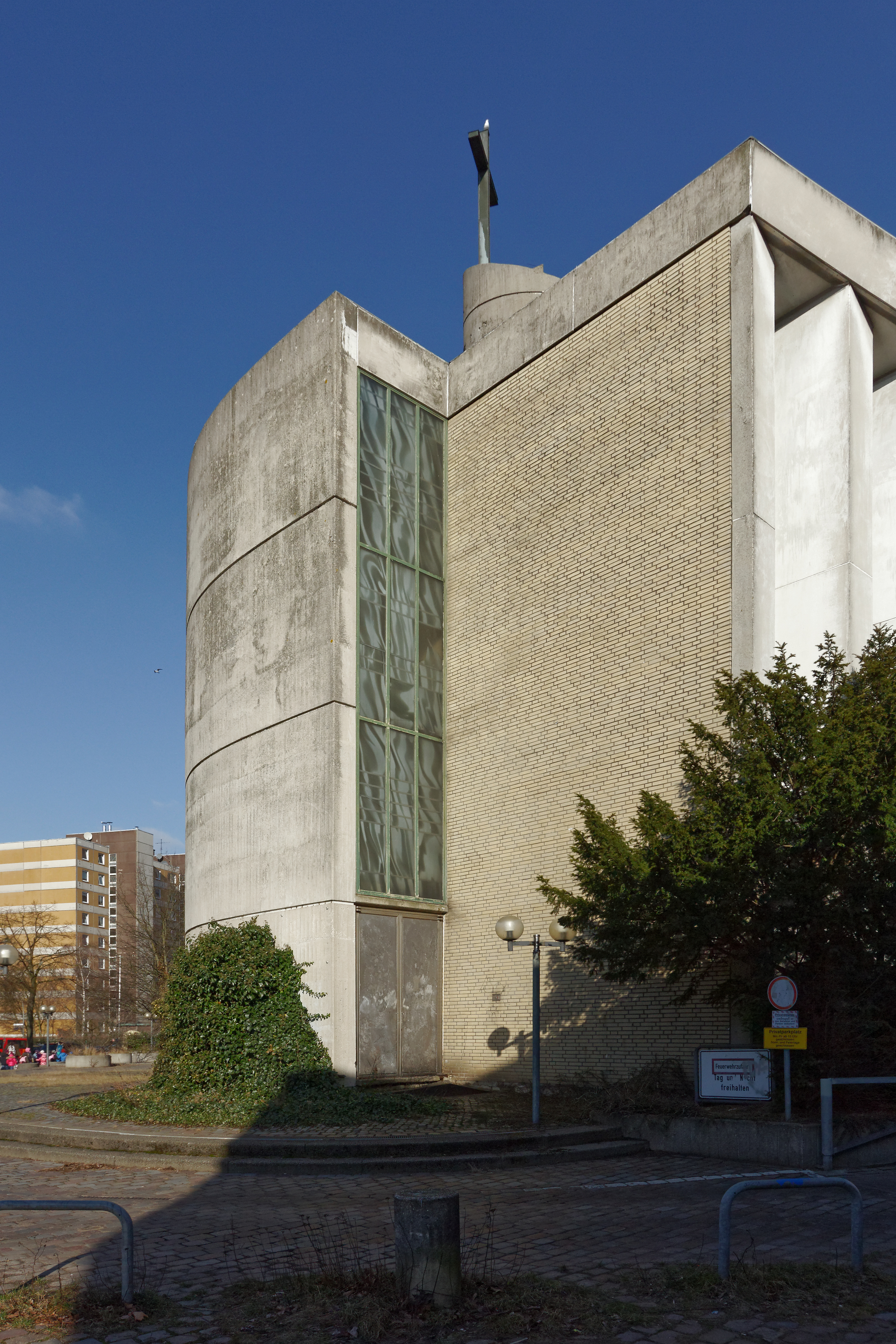
Fenster in der Südostwand
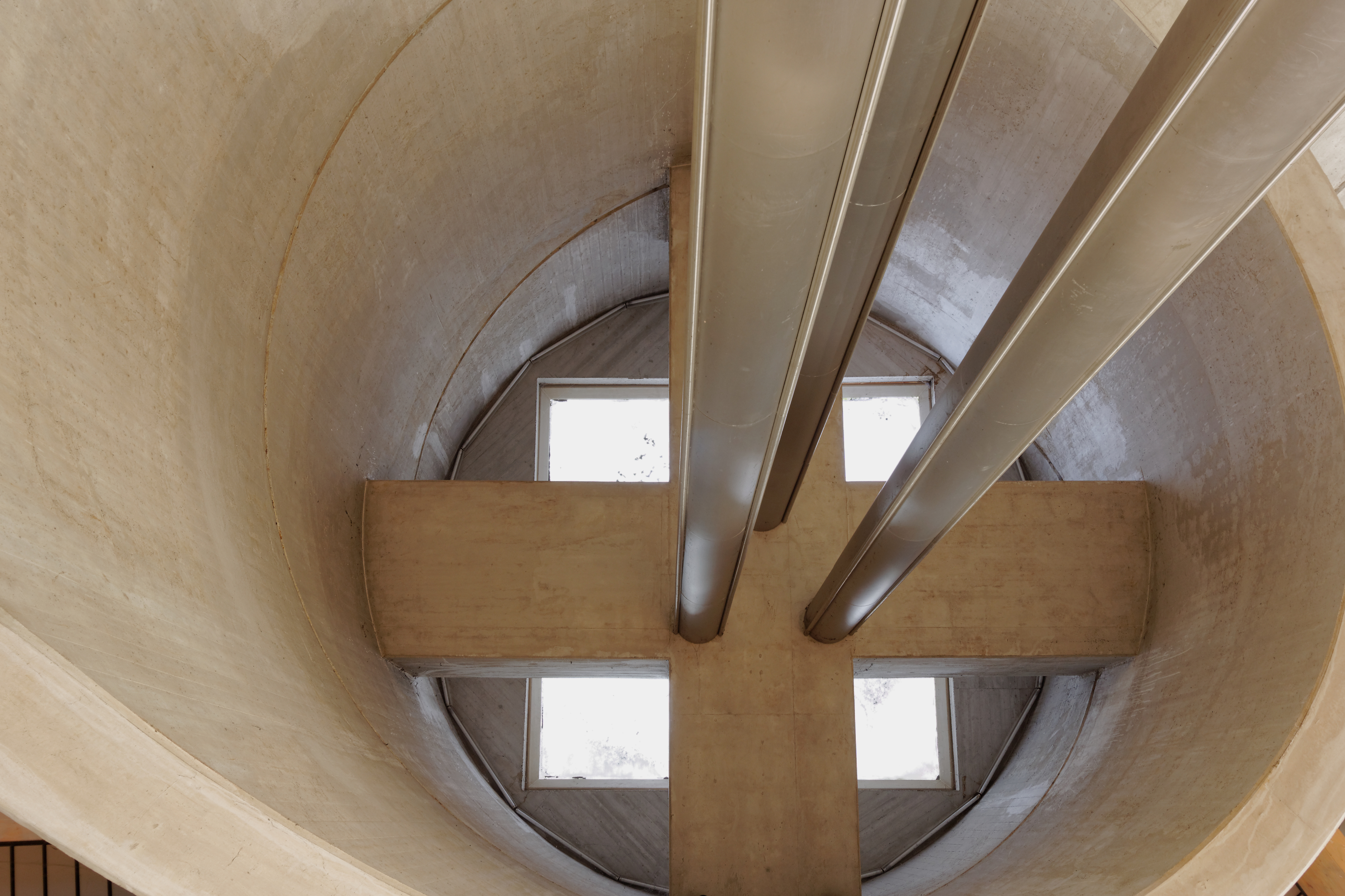
Blick in den Lichtschacht
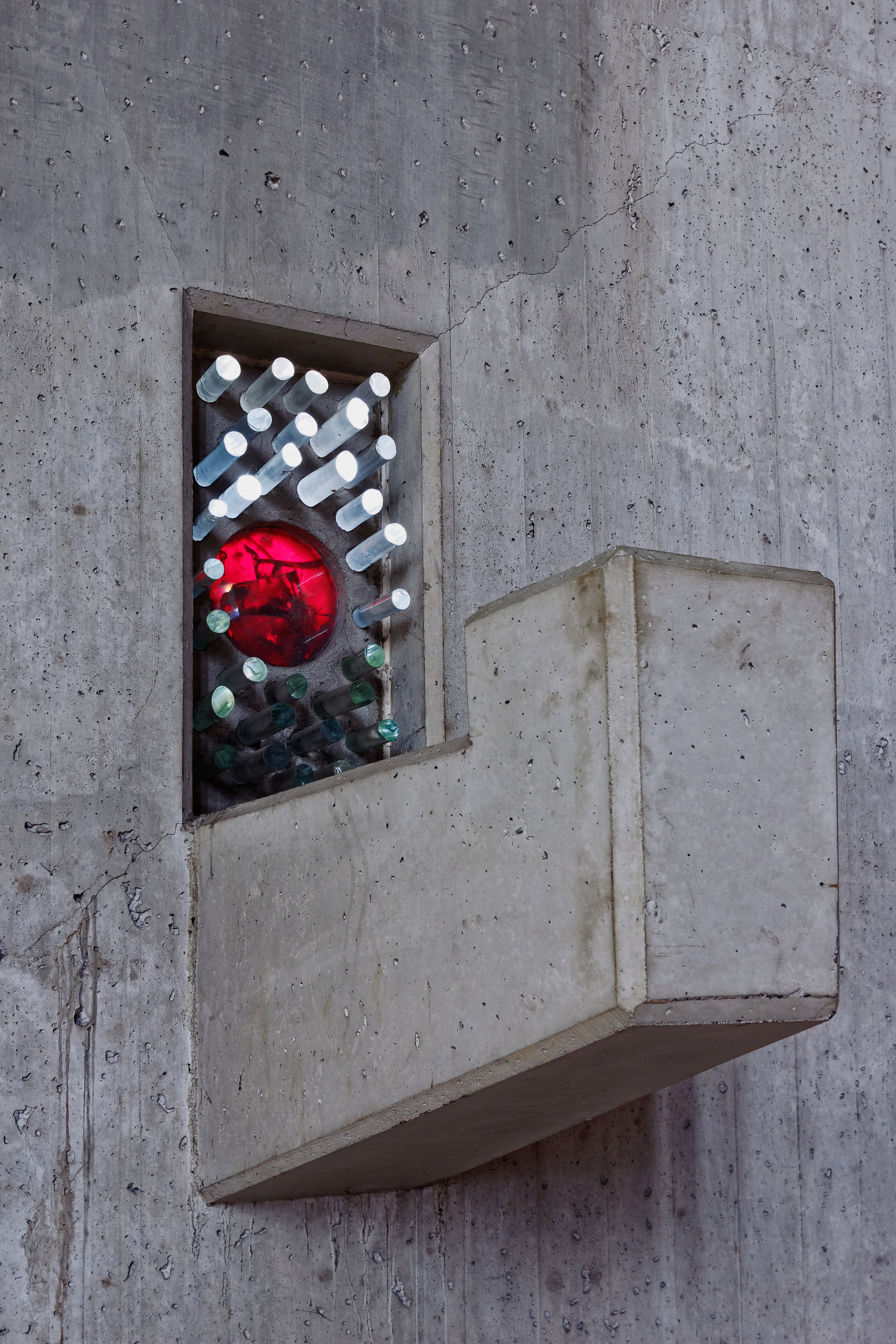
Buntglasfenster